# バルマセダ
バルマセダ(バスク語: Balmaseda, スペイン語: Valmaseda)は、スペイン・バスク州ビスカヤ県のムニシピオ（基礎自治体）。公式名はバスク語のBalmaseda。ビスカヤ県の西部にあり、コマルカ（郡）としてはエンカルテリに属している。ビスカヤ県の県都ビルバオ、カンタブリア州やカスティーリャ・イ・レオン州からの距離が近く、ビスカヤ県で重要な役割を果たしている。

## 名称
スペイン語で「谷」を意味するval（valleの語尾音消失形）、バスク語で「ブドウ畑」を意味するmahatsetaの組み合わせがバルマセダの語源である可能性がある。ふたつの単語が結びついてVal-Mahatseta（ブドウ畑がある谷）となり、最終的にスペイン語ではValmaseda、バスク語ではBalmasedaとなったとされる。

## 歴史
町が公式に設立される前にも、バルマセダがある場所には何世紀にもわたって住民が住んでおり、また古代の牧歌的活動の証拠もみられる。自治体の東端部には古代ローマのマイルストーンがあり、今日のカストロ・ウルディアレスとエレーラ・デ・ピスエルガをつなぐ「ピソリカ＝フラビオブリガ道路」に属していた。この道路は少なくとも1世紀には使用されていたと考えられている、238年と記されたマイルストーンである。町でもっとも古い橋は同時期に建設されたとされているが、数世紀後になるまで、その存在を示す証拠は残っていない。
今日バルマセダが位置する領域はメナ谷に属し、9世紀にはすでにカスティーリャ王国に含まれていた。結局この領域はナバーラ王国によって征服されたが、カスティーリャ人は1175年にこの領域を取り戻し、カスティーリャ王はボルテード領主でビスカヤ領主の血縁であるロペ・サンチェス・デ・メナに譲渡した。ロペ・サンチェスは、おそらくかつて集落があったのと同じカダグア川の河岸に村を設立し、村にログローニョの特権（フエロ）を与えた。村が設立された理由には、山に囲まれて守りの堅い領域であること、カスティーリャとビスカヤを結ぶ商業道路の途中にあることなどがある。
ビスカヤ領主のロペ・ディアス2世・デ・アロがレオン王アルフォンソ9世の娘と結婚した際、ロペはバルマセダとオルドゥニャの領域を手に入れ、バルマセダの村はビスカヤ領主の土地に設立された。1234年、ロペは自治体憲章を承認し、バルマセダを町として設立した。しかし、このビスカヤ初の組合は長くは続かなかった。1255年、ディエゴ・ロペス3世・デ・アロが起こした紛争が原因で、町は再びカスティーリャの町に転換された。1274年には再びビスカヤの町に戻ったが、アルファロ(英語版)でロペ・ディアス3世・デ・アロが人を殺す事件を起こしたため、カスティーリャ王サンチョ4世の命令で、1288年には再びカスティーリャが町を手に入れた。その後、ディエゴ・ロペス4世・デ・アロがバルマセダをビスカヤの町に復帰させたとされる。ビスカヤ地方とカスティーリャ地方の間で起こった争いの後、1312年にバルマセダは再びカスティーリャ王国に統合された。しかしその後には村自身がビスカヤへの統合を要求し、1388年には再びビスカヤに組み込まれた。
スペイン軍とフランス軍が戦った半島戦争（スペイン独立戦争）中には、1808年11月5日のバルマセダの戦いの舞台となった。

## 地理

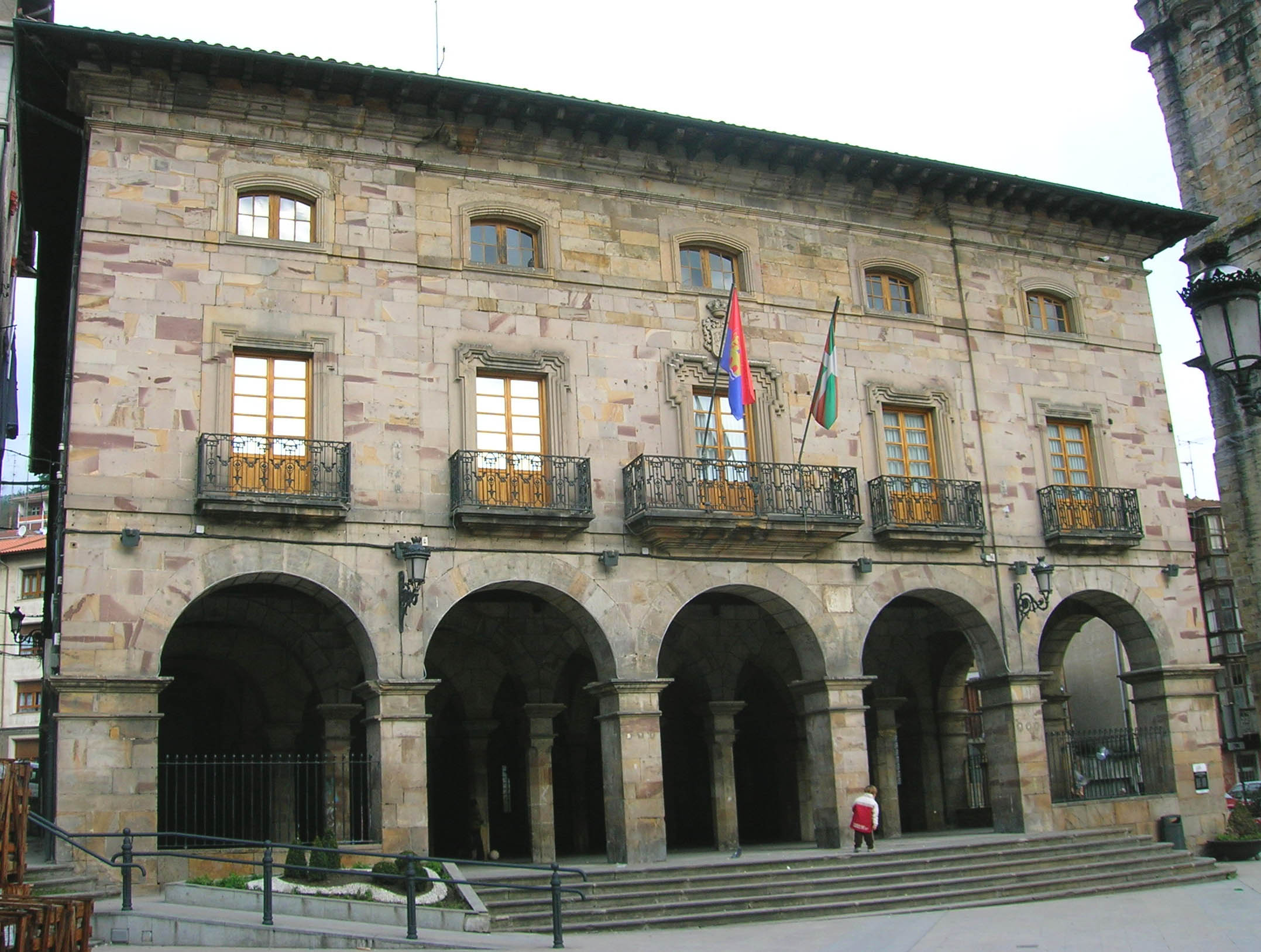
バルマセダの市庁舎

バルマセダはビスカヤ県の南西部にあり、県都ビルバオから30kmの距離にある。コマルカ（郡）としてはエンカルテリに属し、西はアルツェンタレスと、北はソプエルタと、東はサリャと、南はカスティーリャ・イ・レオン州ブルゴス県の自治体と接している。
バルマセダ付近はとても山がちな地形であり、オルドゥンテ山地のコリツァ山、カント山、テレロス山、ラ・ガルベア山などに囲まれている。

### 水文
バルマセダを流れるもっとも大きな川はカダグア川であり、バルマセダが位置する狭い谷を形成している。カダグア川は他の小河川、アセボ川、コリサ川、トゥエロス川、アンゴストゥラ川などを集め、ビルバオの北でネルビオン川と合流してから、やがてビスケー湾に注いでいる。カダグア川はバルマセダの町にとって歴史的に重要な河川であり、町の紋章に描かれている。

## 交通
エンカルテリの他地域やビルバオに向かう手段として、東西方向に走る道路のBI-636号線やスペイン狭軌鉄道(FEVE)の路線がある。FEVEの路線はバルマセダを通ってビルバオとカスティーリャ・イ・レオン州レオン県レオンを結んでいる。FEVEの路線はバルマセダの東数キロにあるグエニェスで南北に分岐しており、もう一方の路線はビルバオとカンタブリア州サンタンデールを結んでいる。道路交通ではビスカイバスの路線がビルバオとバルマセダを結んでいる。

## 政治
| 任期      | 首長名                                                                           | 政党 |
| --------- | -------------------------------------------------------------------------------- | ---- |
| 1979–1983 | アルトゥロ・ゴファルド・カストレサナ                                             | PNV  |
| 1983–1987 | アルトゥロ・ゴファルド・カストレサナ                                             | PNV  |
| 1987–1991 | ヘスース・スソ・サインス                                                         | PNV  |
| 1991–1995 | ヘスース・スソ・サインス                                                         | PNV  |
| 1995–1999 | ヘスース・スソ・サインス                                                         | PNV  |
| 1999–2003 | ホセバ・ミレナ・ソリーリャ・イバニェス                                           | PNV  |
| 2003–2007 | ホセバ・ミレナ・ソリーリャ・イバニェス                                           | PNV  |
| 2007–2011 | ホセバ・ミレナ・ソリーリャ・イバニェス                                           | PNV  |
| 2011–2015 | ホセバ・ミレナ・ソリーリャ・イバニェス (11-13) アルバロ・パロ・ベタンソス(13-15) | PNV  |
| 2015–2019 | アルバロ・パロ・ベタンソス                                                       | PNV  |
| 2019–2023 | n/d                                                                              | n/d  |
| 2023–     | n/d                                                                              | n/d  |

## 人口
| バルマセダの人口推移 1900－2010                         |
|                                                         |
| 出典:INE（スペイン国立統計局）1900年 - 1991年、1996年 - |

## 姉妹都市
- 西サハラ, ティファリティ(Tifariti)
- イタリア, サン・セヴェリーノ・マルケ
- チリ, アイセン州バルマセダ